# Oncideres senilis
Oncideres senilis là một loài bọ cánh cứng trong họ Cerambycidae.